# Eberardo di Béthune

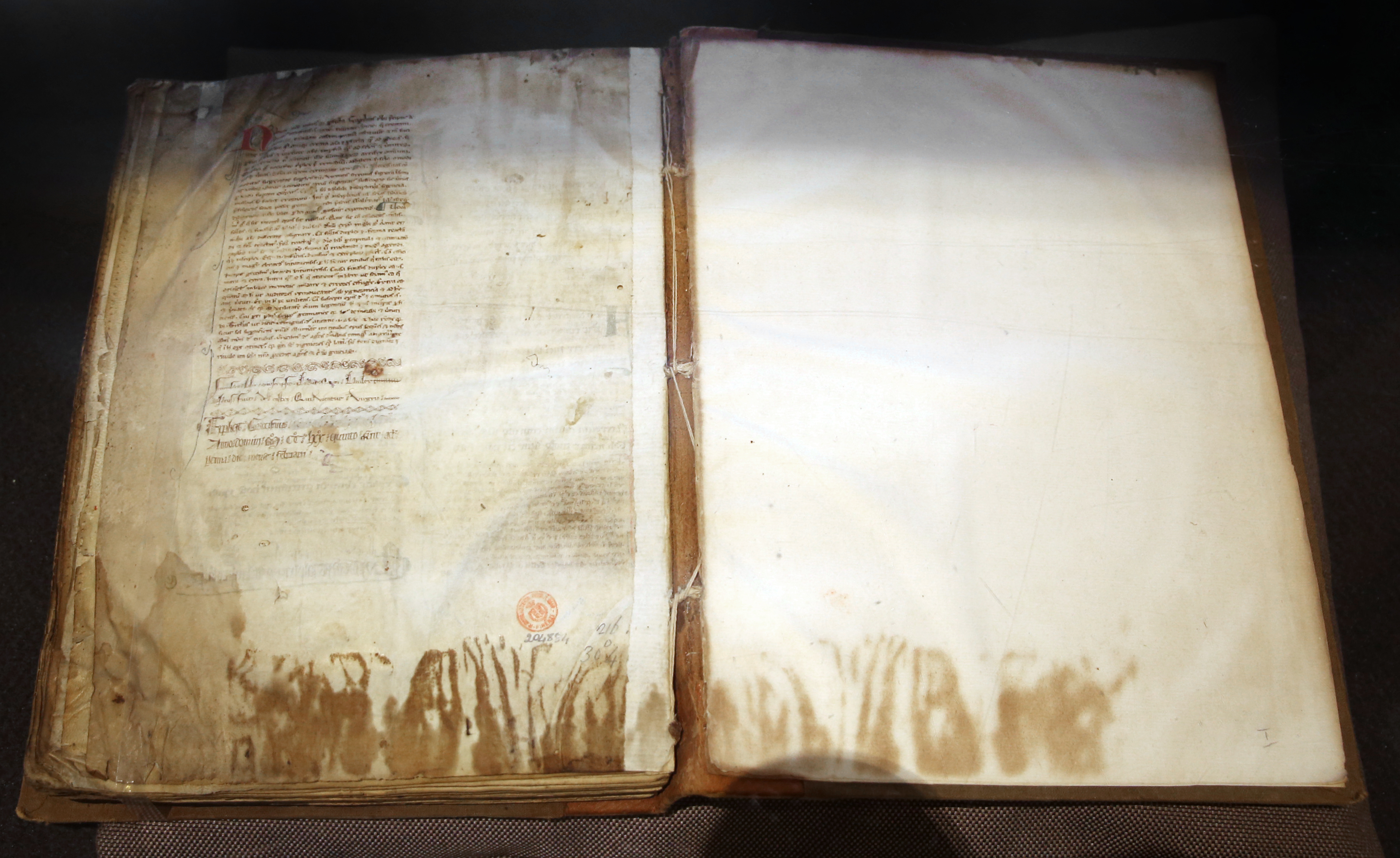
Graecismus di Eberardo di Béthune

Eberardo (o Everardo) di Béthune (... – post 1212) è stato un grammatico fiammingo.

## Biografia: questioni di datazione
Poco è noto della vita di Eberardo e i pochi dati biografici sono desumibili dalle sue opere. Stando alla sua produzione, probabilmente fu prete secolare o monaco. Nel prologo dell’Antihaeresis sostiene di essere originario delle Fiandre e oriundo di Béthune, nella regione storica dell’Artois, nel Nord della Francia. Sul resto della sua vita, invece, non si sa nulla.

Una fonte importante per cercare di collocare Eberardo nel tempo è la datazione della sua seconda opera, il Graecismus, che fornisce un distico attribuito a Arnoldo da Rotterdam, un teologo del XV secolo:
Anno milleno centeno bis duodeno

condidit Eberardus Graecismum Bethuniensis.
Di primo acchito, non è chiaro se i versi si riferiscano all’anno 1124 o 1212: bis può concordare con duodeno (12) e quindi indicare il 1124, che è la soluzione grammaticale più ovvia, oppure può concordare con centeno (100) e indicare il 1212, soluzione meno intuitiva, ma comunque adottata nelle numerazioni medievali. Tenendo presente queste due datazioni possibili per la composizione del Graecismus, per cercare di collocare meglio nel tempo Eberardo e la sua produzione conviene rivolgersi ad alcuni riferimenti presenti nelle sue opere, al contesto religioso e al contesto sociale in cui Eberardo era inserito.
Una seconda testimonianza in merito alla datazione della vita di Eberardo è presente nel De scriptoribus ecclesiasticis di Enrico di Gand, uno dei più importanti teologi del secolo XIII. Enrico colloca il grammatico alla fine della sua opera, insieme a importanti autori religiosi del XIII secolo come Alberto Magno, Tommaso d’Aquino e Vincenzo di Beauvais. Tuttavia, la successione degli autori nell’opera di Enrico non è sempre affidabile, in quanto non sempre viene seguito in maniera rigorosa l’ordine cronologico. Sta di fatto che, anche concesso che la datazione non sia precisa, la contemporaneità e l’origine fiamminga di Enrico e la posizione di Eberardo accanto a personalità di un certo rilievo nel campo teologico, permette di escludere una datazione troppo alta della sua attività letteraria.
Inoltre, Eberardo cita un esametro della sua grammatica al capitolo V dell’Antihaeresis, dedicato al matrimonio e al dovere degli uomini e delle donne di procreare. Si può perciò datare la redazione dell’Antihaeresis come successiva al Graecismus.
Un passo presente nel capitolo I dell’Antihaeresis potrebbe aiutare sia a datare la vita dello scrittore sia a chiarire la vicinanza agli ambienti culturali del tempo. Nell’interpretazione di un passo biblico, Eberardo propone di “non essere nominalista, ma piuttosto porretano”. Il riferimento alla dottrina realista di Gilberto Porretano (1070-1154) e al dibattito filosofico fra nominalisti e realisti farebbe pensare che Eberardo fosse vicino agli ambienti di studio della Francia del Nord come Chartres, luogo in cui Gilberto insegna per vent’anni (1117-1137), o Parigi, dove Gilberto diventa lettore di dialettica e teologia. La presa di posizione di Gilberto alla disputa fra nominalisti e realisti può essere datata negli ultimi anni di vita e non intorno agli anni ’20 del secolo XII quando aveva da poco iniziato a insegnare.
È difficile pensare che Eberardo sia stato un allievo di Gilberto, ma la conoscenza della sua dottrina sul realismo farebbe pensare che la produzione letteraria di Eberardo sia databile almeno dopo la seconda metà del secolo XII. Inoltre, l’Antihaeresis non può che collocarsi fra il 1190 e i primi anni del 1200 poiché solo nella seconda metà del secolo XII si sviluppò l’eresia valdese, in seno ai movimenti pauperistici. Inoltre, la sistematica confutazione delle dottrine catare nei primi capitoli dell’Antihaeresis farebbe pensare ad una struttura più complessa del movimento, riorganizzato a seguito della crociata contro gli albigesi del 1208.
Tenendo presente le osservazioni fatte, si può ritenere inappropriata l’ipotesi che il Graecismus sia stato scritto nel 1124 poiché significherebbe far intercorrere fra le due opere almeno 66 anni, il che è davvero poco plausibile, oltre al fatto che i valdesi non esistevano nel 1124 e i catari, a questa altezza cronologica, non erano così diffusi e organizzati da dover essere contrastati con un trattato a loro in gran parte dedicato. Inoltre, è più verosimile che Eberardo abbia scritto il Graecismus almeno negli anni della sua docenza, se non addirittura alla fine del suo percorso professionale.
Oltre al Graecismus e all’Antihaeresis, per molto tempo è stata attribuita indebitamente ad Eberardo un’opera che tratta della condizione misera dei maestri, il Laborintus, scritta dall’omonimo Eberardo Alemanno. In più, a Eberardo di Béthune sono attribuite delle lettere, oggi perdute, e altre due opere: il De duodecim abusibus saeculi (anch’esso perduto) e i Proverbia Senecae metrice versa.

## Antihaeresis

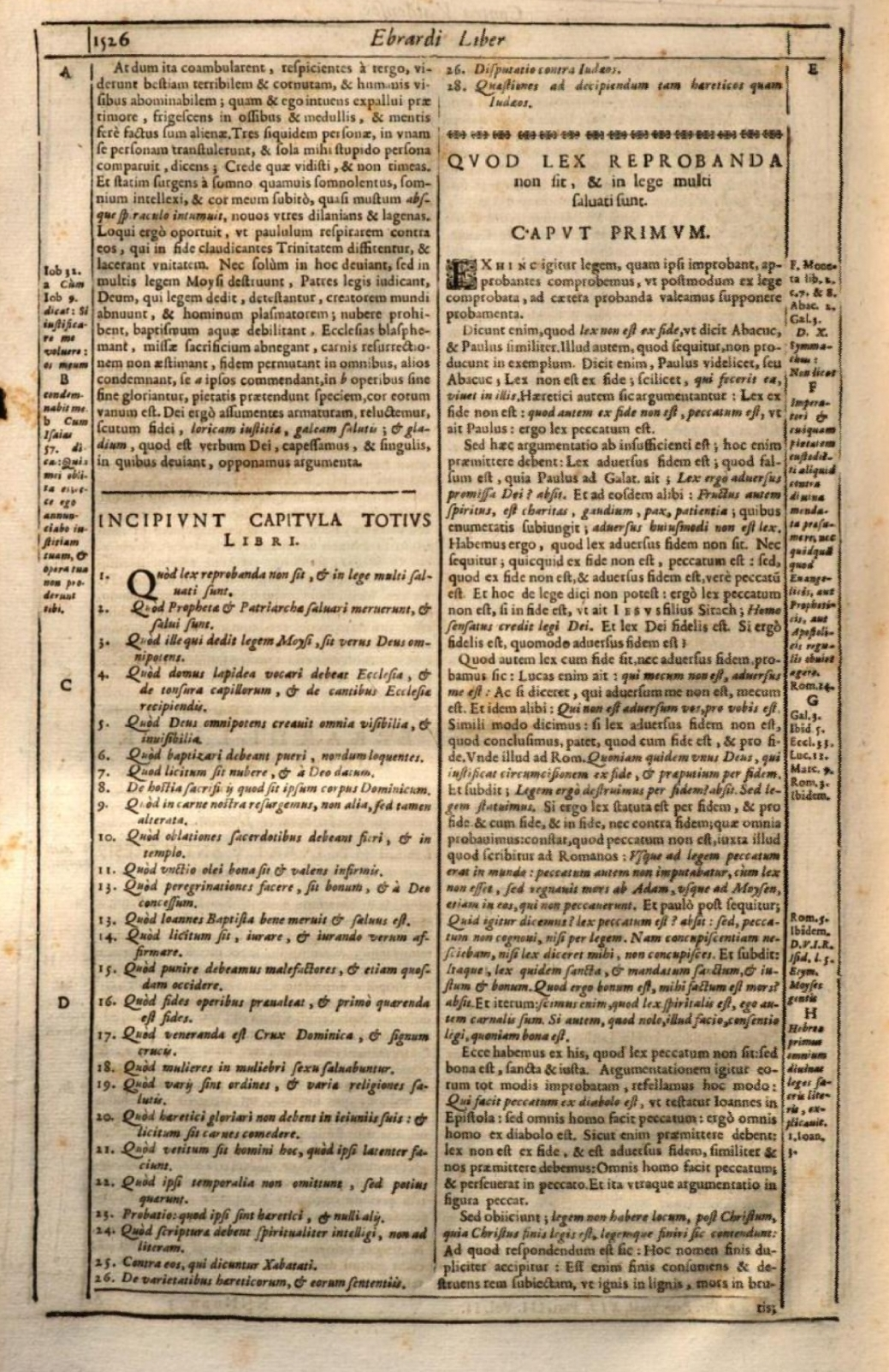
Maxima Bibliotheca Patrum, Antihaeresis, p.1526

Il trattato si data intorno al 1212 e affronta, in maniera divulgativa anche se non omogenea, le principali tematiche legate alle correnti eretiche nel Medioevo. Secondo Jacques Bossuet, scrittore e teologo francese della fine del secolo XVII, Eberardo si sarebbe scagliato contro la setta dei piphili (piphles o pifli in francese), di stampo cataro diffusa soprattutto nei luoghi di origine del poeta (Fiandre e Nord della Francia). Tuttavia, l’opera non sembra essere nata (almeno per come è giunta) con l’intenzione di riferirsi ad una categoria precisa di eretici.
Il titolo con cui è nota l’opera (Contra Waldeses) è improprio, perché solo una minima parte tratta dei valdesi. Il libro è introdotto da un prologo programmatico ed è diviso in 28 capitoli e consta soprattutto di citazioni bibliche, atte a confutare le dottrine degli eretici. La principale autorità a cui si appella nell’opera è Rabano Mauro, che chiama sanctissimus e venerabilem presbyterum, pur non disdegnando altri modelli, come Agostino e Isidoro di Siviglia.
Nel prologo, Eberardo sostiene di aver sognato tre persone (allegoria dello Spirito Santo) che si imbattono in una creatura mostruosa, l’eresia, modellando il sogno sulla visione di Abramo. Le tre persone, miracolosamente unite in una sola, gli raccomandano di non aver paura del sogno e lo spronano a scrivere l’opera, per contrastare gli eretici e rivelarne la vera natura subumana.
I primi 24 capitoli sono dedicati ai catari. In questa sede, Eberardo si oppone alle loro principali dottrine: il dualismo, la creazione del mondo da parte di un principio malvagio, il rifiuto dell’Antico Testamento e della sua interpretazione allegorica, il rifiuto degli oggetti di culto (inclusa la croce) e dei principali sacramenti perché tutto quello che apparteneva al mondo materiale era male, compresa l’acqua per il battesimo. Solo il libro XXV è dedicato ai valdesi che Eberardo chiama Xabatati (o Sabatati) per i sandali che portavano e non perché ritenessero il sabato giorno sacro, come gli ebrei. I Valdesi sono accusati di essere falsi penitenti e di ispirarsi alla povertà apostolica solo per non lavorare. Il libro XXVI contiene una lista di eresie che ricalca quella esposta da Isidoro di Siviglia nell’ottavo libro delle Etimologie, a sua volta debitore del De haeresibus di sant’Agostino. Il libro XXVII tratta degli ebrei. Il libro XXVIII è un’antologia di testi tratti dalle Sacre Scritture, particolarmente complessi oppure all’apparenza contraddittori.
La posizione di Eberardo nei confronti degli eretici è piuttosto rigida: Eberardo non ha nessuna compassione e l’eterodossia deve essere fermata perché è male, senza possibilità alcuna di reintegrare i pentiti, condannandoli addirittura alla pena capitale. Sin dal prologo il giudizio sugli eretici è molto severo perché in loro è insita una natura animale e famelica: non riconoscono i veri precetti della fede e come cani ignoranti e famelici sono disposti a nutrirsi di tutto, senza discernere la Verità dall’eresia.
Eberardo legittima questa forte avversione nei confronti dei catari (e, per estensione, degli eretici) alla luce di un passo dei Proverbi (28, 24), secondo il quale gli eretici ribelli si sottraggono alla paternità di Dio e della Chiesa. Eberardo mette sullo stesso piano gli omicidi e gli eretici attraverso un ragionamento molto sottile. Il diavolo non è armato di spada per uccidere, ma uccide attraverso le parole: gli eretici, rebelles fidei, persuadendo al male e seminando discordia con false parole, sono simili agli omicidi. Poiché quindi uccidono la fede rinnegandola, sono anche loro degli infedeli e vengono trattati alla stregua di loro alleati, anche in virtù del fatto che si oppongono alla guerra santa. Eberardo è il primo che riporta l’opposizione dei catari alla guerra contro gli infedeli: Alano di Lilla, nel Contra haereticos, trascura questo dettaglio, che però viene attribuito ai Valdesi.

### Manoscritti e edizioni
Un solo manoscritto dell’Antihaeresis è stato fino ad ora censito: Bruxelles, Bibliothèque Royale “Albert Ier” 1558, datato nel secolo XIV, dono della Compagnia di Gesù di Bruges di Jacques de Pamele (1536-1587) alla biblioteca. Oltre a Eberardo (ff. 1-79), sono presenti gli scritti di natura teologica di Bernardo di Fontcaude (ff. 81-106) e Ermengaudo di Bézier (ff. 107-118).
L’editio princeps è stata pubblicata da Jacob Gretser nel 1614 ad Ingolstadt, sotto il titolo cumulativo di Tria scriptorum adversus Waldesium sectam (anche se dei tre, soltanto Bernardo prende in considerazione i Valdesi con più ampio respiro). Questa generalizzazione delle eresie sarebbe dovuta al fatto che qualsiasi setta religiosa separatasi dalla chiesa cattolica era comunemente chiamata “valdese”.
È stata riedita da Marguerin de la Bigne nella Maxima bibliotheca veterum patrum et antiquiorum scriptorum ecclesiasticorum prima a Parigi nel 1624 (tomo IV, pp. 1073-1192) e poi a Lione nel 1677 (tomo XXIV, pp. 1525-1584).

## Graecismus
L’opera è databile intorno ai primi anni del secolo XIII ed è molto probabilmente precedente all’Antihaeresis. È una grammatica in versi (esametri, pentametri e distici) che diventa particolarmente diffusa nel secolo XIII, tanto da diventare una delle letture principali nella scuola. L’opera è complementare al Doctrinale di Alessandro di Villedieu.
Il titolo è indebitamente attribuito: l’opera non è una grammatica greca come può suggerire, ma una grammatica latina di ampio respiro, che include una sezione intitolata De nominibus exortis a Graeco (Sui nomi di origine greca), da cui prende il nome.
All’inizio dell’opera è presente un prologo, ispirato al prologo in prosa dei Disticha Catonis e all’Ars poetica di Orazio. In esso Eberardo si esprime contro l’inadeguatezza della scrittura del tempo e sembra proporre una nuova sistemazione del sapere grammaticale. Le fonti a cui si rifà il lavoro di Eberardo sono soprattutto i grammatici antichi Donato e Prisciano, quest’ultimo nel commento di Pietro Elia.
La trattazione si articola in 27 capitoli, ripartiti in 15 libri, che fanno apparire il Graecismus come una specie di “Donato in versi”, così impostati:
- Libro I
  - Cap. I: De figuris (Sulle figure retoriche)
- Libro II
  - Cap. II: De figuris barbarismi et solecismi (Sui barbarismi e gli errori)
- Libro III
  - Cap. III: De coloribus rhetoricis (Sulla vivacità delle figure retoriche)
  - Cap. IV: De pedibus metrorum (Sulla metrica)
- Libro IV
  - Cap. V: De commutatione litterarum (Sul cambio delle lettere)
- Libro V
  - Cap. VI: De nominibus monosyllabis (Sui nomi mosillabici)
  - Cap. VII: De nominibus Musarum et gentilium (Sui nomi delle Muse e della mitologia)
  - Cap. VIII: De nominibus exortis a Graeco (Sui nomi di origine greca)
  - Cap. IX: De nominibus latinis masculinis (Sui nomi latini maschili)
  - Cap. X: De nominibus femininis (Sui nomi femminili)
  - Cap. XI: De nominibus neutris (Sui nomi neutri)
  - Cap. XII: De nominibus mixtis (Sui nomi di genere misto)
  - Cap. XIII: De nominibus adiectivis (Sugli aggettivi)
- Libro VI
  - Cap. XIV: De pronominibus (Sui pronomi)
- Libro VII
  - Cap. XV: De verbis primae coniugationis (Sui verbi di prima coniugazione)
  - Cap. XVI: De verbis secundae coniugationis (Sui verbi di seconda coniugazione)
  - Cap. XVII: De verbis tertiae coniugationis (Sui verbi di terza coniugazione)
  - Cap. XVIII: De verbis quartae coniugationis (Sui verbi di quarta coniugazione)
  - Cap. XIX: De verbis mixtis (Sui verbi di coniugazione mista)
- Libro VIII
  - Cap. XX: De adverbiis (Sugli avverbi)
- Libro IX
  - Cap. XXI: De participiis (Sui participi)
- Libro X
  - Cap. XXII: De coniunctionibus (Sulle congiunzioni)
- Libro XI
  - Cap. XXIII: De praepositionibus (Sulle preposizioni)
- Libro XII
  - Cap. XXIV: De interiectionibus (Sulle interiezioni)
- Libro XIII
  - Cap. XXV: De accidentibus nominum (Sulle forme assunte dai nomi)
- Libro XIV
  - Cap. XXVI: De accidentibus verborum (Sulle forme assunte dai verbi)
- Libro XV
  - Cap. XXVII: De diasyntastica (Sulla sintassi)

Per come è giunta, l’opera è piuttosto irregolare. Consta di più di 4000 versi e alterna esametri, pentametri e distici e la struttura generale è molto ripetitiva e incongruente, poiché spesso vengono citate le stesse espressioni all’interno di capitoli diversi e paraetimologie differenti anche se rivolte alla stessa parola. Alla luce di queste irregolarità, alcuni studiosi, fra cui Karl Lohmeyer, ritengono che la prima parte dell’opera sia spuria e sia stata aggiunta in seguito alla morte del maestro da parte dei suoi allievi. Lohmeyer sostiene che l’opera fosse fortemente interpolata già nel prologo, che contraddice la struttura interna, dove viene citata espressamente l’intenzione di ispirarsi alla grammatica di Donato, ma vengono elencati solo i primi otto capitoli. La struttura assume una sua organicità solo a partire dal capitolo IX, da cui inizia l’elenco delle parti del discorso, su modello di Donato. Inoltre, l’esiguità dell’ultimo capitolo (solo 61 versi) ha fatto pensare a Lohmeyer che il distico finale sia una semplice glossa aggiunta dopo la morte dell’autore.
La ripetitività, l’abuso di formule ricorsive come ut probatur e ut monstrat (“come è provato”, “come dimostra”), il gran numero di esempi, le allitterazioni e le figure fonetiche, gli schemi retorici costanti, i parallelismi e le continue allocuzioni al lettore sono dovuti a una finalità didattica, in quanto la ripetizione stimolava la memoria, che era la principale strategia pedagogica del Medioevo. Nel corso del XIII e XIV secolo si sviluppano molte grammatiche in versi simili al Graecismus, che sono finalizzate ad una facile memorizzazione per una maggiore platea di ascoltatori. In effetti, l’organizzazione generale del Graecismus sembra far prevalere la retorica all’impostazione grammaticale, che passa in secondo piano, ma tutto rimane funzionale all’insegnamento e all’esercizio della mnemotecnica.

### De nominibus exortis a Graeco

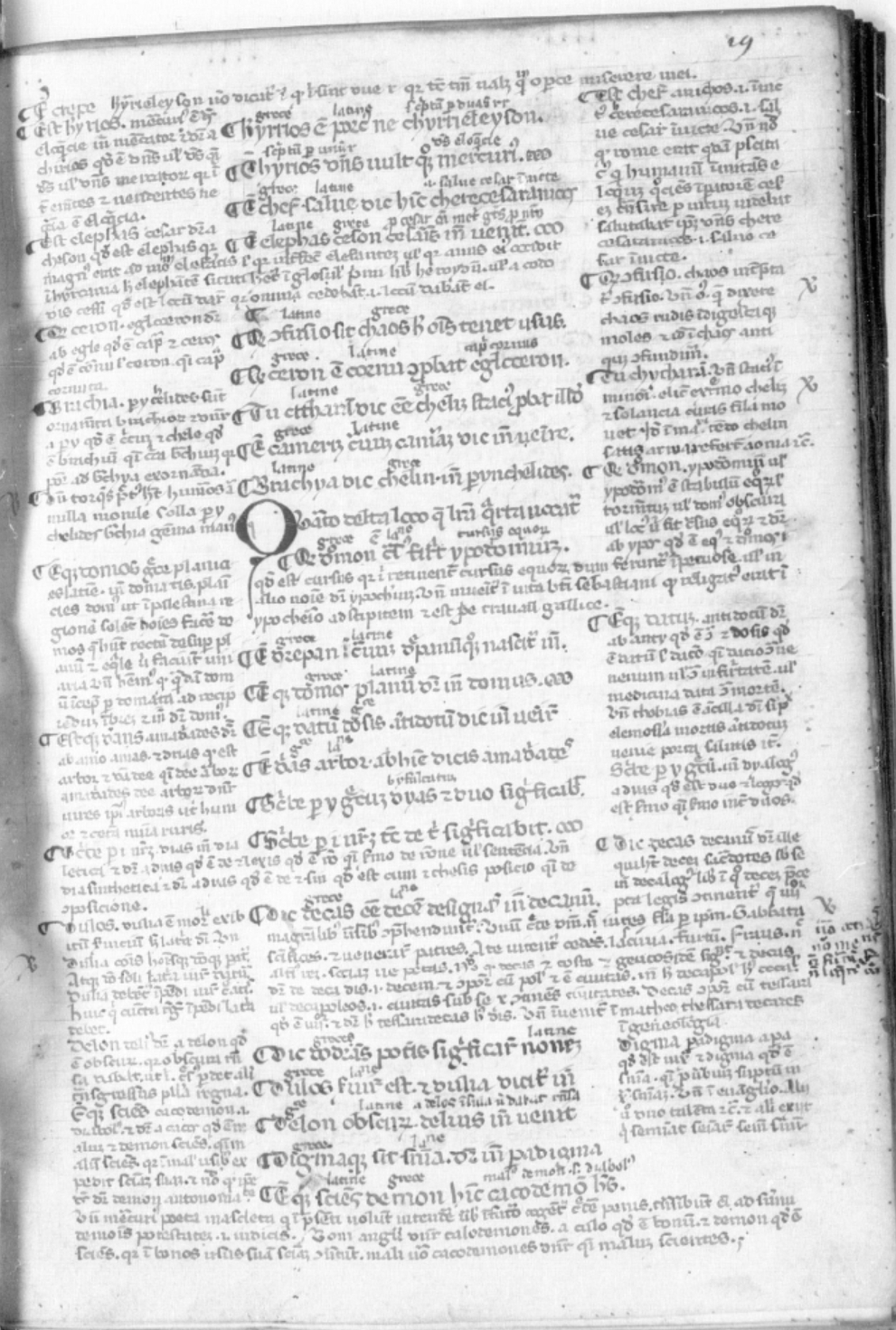
Sezione del Graecismus, capitolo VIII, dedicata alle lettere c e d (ms. Paris, Bibliothèque nationale de France 8427, f. 19r)

Il capitolo VIII è dedicato ai nomi derivati dalla lingua greca ed è il capitolo da cui prende il nome l’opera. Il capitolo presenta una serie di nomi greci, traslitterati in latino, ai quali si accosta una parola di origine greca per spiegarne il significato. L’impostazione lessicografica che Eberardo impone al capitolo è decisamente scorretta all’occhio del lettore moderno perché frequenti sono le paraetimologie e l’alfabeto adottato da Eberardo è del tutto inventato poiché cerca di adattare l’alfabeto greco a quello latino. In esso, le occlusive sorde aspirate χ e θ sono accostate alle occlusive κ e τ, senza una precisa preferenza per la grafia della lettera; Eberardo associa il digamma greco alla grafia f e sceglie di adottare η e ο rispettivamente per le vocali e o, senza una apparente preferenza nella scelta fra le vocali lunghe e brevi del greco. Più complesso è il caso della iota, sotto cui si trovano elencati termini greci che iniziano con ι, ει o υ. Tale varietà è generata della scrittura bizantina, caratterizzata dal fenomeno dello iotacismo, ma anche dalla scrittura di prestiti greci di più antica acquisizione, che hanno adattato al sistema linguistico latino la vocale υ, la cui resa grafica poteva variare fra i, y e u.
Questi accostamenti assai originali potrebbero essere influenzati dalla percezione che il Medioevo aveva delle lettere greche: spesso, le lettere greche erano conosciute in Occidente per il loro valore numerico o per il loro valore simbolico, più che per il loro significato grafico. Per esempio, la preferenza di η al posto di ε può essere dovuta all’influenza del nomen sacrum IHC, noto nel Medioevo come abbreviazione del nome greco di Gesù (ΙΗCΟΥC in greco, con il sigma lunato).
La lista dei nomi greci non è sistematica e non si esaurisce tutta all’interno del capitolo VIII: ci sono altri termini di origine greca che sono presenti in altri capitoli del libro. Questo potrebbe essere dovuto a due fattori: a un gusto di ricercatezza del grammatico che di sua spontanea volontà ha inserito termini rari nel capitolo VIII (fra questi troviamo: archimandrita, epifania, negromanzia, idropisia) oppure al fatto che alcuni termini acclimatati venivano percepiti ormai come latini, nonostante la loro derivazione greca (serpente, monarca, chiesa o sinagoga). Altre volte la grammatica sfocia in contraddizioni patenti, come la presenza dello stesso termine greco in due capitoli diversi, la dicitura otomega per indicare la lettera omega oppure il termine Pascha inteso come greco ignorandone la derivazione ebraica.

### Manoscritti e edizioni
La tradizione manoscritta del Graecismus è varia e complessa: Vivian Law sostiene che siano stati censiti almeno 231 manoscritti. Ha avuto immediatamente fortuna come testo scolastico e ci rimangono molte copie glossate, alcune da Giovanni di Garlandia.
L’opera ha iniziato a circolare presumibilmente subito dopo la morte dell’autore. I più antichi manoscritti della tradizione citati appartengono al secolo XIII, molti dei quali glossati e comprendenti il Doctrinale di Alessandro di Villedieu. Fra questi:
- Berlin, Staatsbibliothek zu Berlin - Preußischer Kulturbesitz, lat. 4° 262
- Londra, British Library, Arundel 394
- München, Bayerische Staatsbibliothek, Clm 14344 (copiato in Francia)
- Nottingham, University Library, Middeleton Collection LM 2 (contiene, ai fogli 1r-28v, degli estratti, fra i più antichi)
- Oxford, Corpus Christi College, 121 (con glosse di Giovanni di Garlandia)
- Oxford, Corpus Christi College, 62
- Parigi, Bibliothèque Nationale de France, Lat. 14745 (con glosse di Giovanni di Garlandia)
- Parigi, Bibliothèque Nationale de France, Lat. 15133
- Stuttgart, Württembergische Landesbibliothek, HB XII. 8 (copiato in Francia)
- Vienna, Österreichische Nationalbibliothek Cod. Ser. 2692 (di questo si possiede la datazione esatta: febbraio 1263)
- Worcester, Cathedral and Chapter Library F. 147
- Worcester, Cathedral and Chapter Library Q. 50, U.C. III (manoscritto composito, con glosse di Giovanni di Garlandia)

L’editio princeps risale al 1487, pubblicata a Parigi ad opera di Jean Vincent Metulin (Iohannis Vincentius Metulinus).
L’edizione critica del Graecismus è stata realizzata da John Wrobel nel 1887, pubblicata a Breslavia. I manoscritti principali su cui si basano le lezioni a testo sono:
- Vienna, Österreichische Nationalbibliothek, Palatino 2393 (olim Codex Vindobonensis 2393, scritto in Francia nel secolo XIII e considerato da Wrobel il codice più antico[38])
- Vienna, Österreichische Nationalbibliothek, Palatino 2441 (olim Codex Vindobonensis 2441, risalente al XIV secolo con commenti di Jean Vincent Metulin[39])

## Stile
In entrambe le sue opere, Eberardo si conferma uno scrittore non particolarmente raffinato, ma competente in materia religiosa e retorica. Le citazioni classiche non sono presenti solo nella grammatica, ma anche nell’Antihaeresis (autori come Virgilio, Orazio, Ovidio, Persio, Claudiano vengono citati attraverso le grammatiche). Accanto alle citazioni classiche, compaiono anche citazioni dai Disticha Catonis. L’abilità stilistica non è eccelsa, ma la novità e il significato principale dell’opera sta nel fatto che Eberardo sia riuscito a portare in versi la dottrina grammaticale dell’epoca, adattandola alla mnemotecnica per la comprensione da parte degli studenti.

## Fortuna

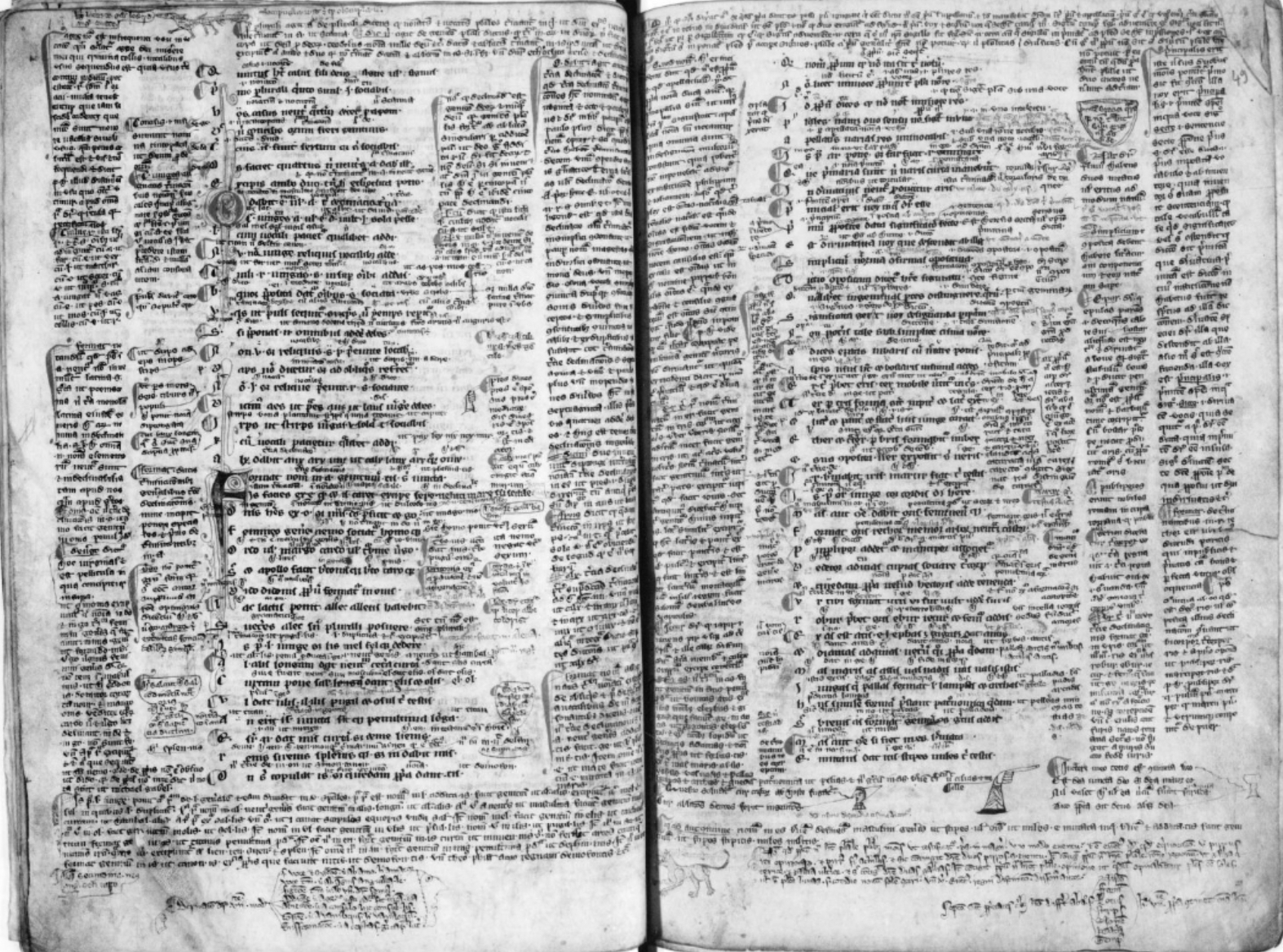
Due pagine glossate del Graecismus (ms. Paris, Bibliothèque nationale de France 14745, ff. 49v-50r)

Delle due opere di Eberardo, il Graecismus è quello che ha avuto una maggiore fortuna: come testimonia la tradizione manoscritta, l’opera ha avuto una larga diffusione sin dai primi secoli, entrando a pieno diritto nella scuola come testo fondamentale.
Con Eberardo, lo studio della lingua greca è solo avviato e non tutti i grammatici del Basso Medioevo assumono lo stesso atteggiamento di Eberardo nei confronti di una materia ancora lungi dall’essere studiata con lo stesso approccio degli umanisti, che avevano maggiore disponibilità di testi di autori greci. Nel corso del Medioevo si assiste alla convivenza di due direttrici di studi: la sistematizzazione del patrimonio greco conosciuto sul modello del latino o l’esasperazione capillare delle caratteristiche specifiche della lingua greca. In entrambi i casi, si assiste ad una generale degenerazione del materiale in lingua greca allora diffuso.
Il Graecismus venne accompagnato sin dal principio della sua diffusione da glosse a margine o interlineari che cercavano di rendere il testo poetico più comprensibile nei punti più enigmatici. Con il passare del tempo, nei manoscritti si accumularono un numero molto significativo di correzioni e di spiegazioni, tanto da considerarlo, per la sua mobilità testuale, un “genere letterario particolare”.
Nel secolo XIII, alcuni importanti interventi al testo del Graecismus vennero apportati dal grammatico inglese Giovanni di Garlandia, che si è occupato di glossare, studiare e revisionare l’opera di Eberardo. Giovanni attua la sua operazione sopprimendo, invertendo e aggiungendo versi, agendo soprattutto sui versi che presentano parole omografe o sinonimi. Molto spesso, i grammatici successivi attinsero dai manoscritti revisionati del Graecismus e le glosse garlandiane confluirono nei glossari successivi: è il caso delle Expositiones vocabulorum Bibliae di Guglielmo il Bretone. Gli interventi successivi della seconda metà del secolo XIII hanno influenzato la lettura e l’interpretazione del Graecismus attraverso i principi della grammatica modista.
Il Graecismus fu una fonte importante per Giovanni Balbi da Genova che scrisse il Catholicon, un dizionario rivolto al clero per una maggior comprensione della Bibbia in latino. A questo attinsero molti autori importanti: Petrarca e soprattutto Boccaccio. Anche Dante non ignorava il materiale linguistico greco che circolava ai suoi tempi, come è dimostrato da molti nomi greci presenti anche nelle sue opere volgari (Minòs, Cleopatràs, Atropòs), ma tutto questo è ancora lontano da uno studio sistematico della lingua.
Fino all’Umanesimo, l’alfabeto di Eberardo, rispetto a quello di Papìa, ha riscosso un discreto successo perché finalizzato ad una classificazione lessicale ordinata di quei termini sentiti ancora come forestierismi (alcuni molto spesso invariabili) e usati per le paraetimologie.
Nell’Umanesimo, Eberardo e gli altri grammatici medievali non riscossero grande successo. La critica di Valla e Poggio Bracciolini si muoveva su due fronti: oltre al disprezzo per il latino medievale non ispirato ai modelli classici, gli umanisti presero di mira soprattutto la scorrettezza del greco, tacciando questi grammatici come maestri indegni, barbarei duces vel praecipuos Papiam, Huguitionem, Ebrardum, Catholicum, Johannem Garlandum, Isidorum ceterosque indignos etiam qui nominantur.
Nonostante il giudizio negativo degli umanisti, il Graecismus è stato testo scolastico fino al secolo XVI ed era conosciuto anche da François Rabelais, che lo cita nel capitolo XIV del libro I di Gargantua e Pantagruel, dove si parla dell’istruzione di Gargantua. Anche Erasmo da Rotterdam sembra darne un giudizio positivo, reputando il libro conforme al livello delle prime lezioni di grammatica degli studenti.

## Edizione critica
- (LAT) Eberardo di Béthune, Graecismus, a cura di Johann Wrobel, Breslavia, 1887